# 阿尔赫利塔
阿尔赫利塔，是西班牙瓦伦西亚自治区卡斯特利翁省的一个市镇。总面积16平方公里，总人口110人（2001年），人口密度7人/平方公里。